# Nicolao Fornengo
 (novembre 2017).
 (novembre 2017).
Nicolao Fornengo, né le 20 novembre 1966 à Ivrée, est un physicien italien. 
Maître de Conférences à l’Université de Turin, il s’occupe de physique des astroparticules, de physique des neutrinos et de cosmologie.

## Biographie
Il obtient son diplôme de master à l’Université de Turin en 1990. Dans la même université il obtient son doctorat, travaillant dans le groupe de Alessandro Bottino, soutenant en 1995 une thèse intitulée Dark matter: neutralino relic abudance and its detection signals.
Il a travaillé comme post-doc à la Johns Hopkins University (États-Unis) et à l’Université de Valence (Espagne) et comme professeur invité au Korea Institute for Advanced Study, au Laboratoire de physique théorique (France), au Galileo Galilei Institute for Theoretical Physics (Italie) et au CERN (Suisse). Il devient d’abord chercheur (1999-2006) et ensuite Maître de Conférences à l’université de Turin.
Il est membre de la commission scientifique des laboratoires Nazionali del Gran Sasso, co-chair[Quoi ?] de la commission scientifique de l’International School on Astroparticle physiques (ISAAP) et chair[Quoi ?] dans le comité directif de l’International Conference on Topics in Astroparticle and Underground Physics (TAUP).

## Publications
Il est l’un des plus importants experts au monde[réf. nécessaire] en matière de neutralinos et sneutrinos légers en supersymétrie.
Avec ses collaborateurs, il a proposé deux nouvelles techniques de révélation de la matière noire : la recherche de antideutérium avec des télescopes spatiaux et la corrélation croisée angulaire des signaux extragalactiques gravitationnels et non gravitationnels de matière noire.
Il a à son actif plus de 100 publications sur différentes revues scientifiques internationales et un indice de Hirsch supérieur à 50,.
Il a présenté ses ouvrages à plus de 100 conférences internationales[réf. nécessaire].